# Simone Henry
Simone Grimal, née Henry le 3 mai 1938 à Saint-Flour, est une athlète française spécialiste du sprint.

## Biographie
Née le 3 mai 1938 à Saint-Flour, Simone Henry Grimal commence le sport à l'école à l'âge de 8 ans avec son professeur d'EPS, Monsieur Marcel Donzel, qui est également entraîneur au club de la Sanfloraine.
C'est à cause de son hyperactivité que celle-ci débute  l'athlétisme et plus particulièrement le sprint et la course courte : 60 mètres, 150 mètres et 200 mètres.
Elle est grandement inspirée par Alain Mimoun, champion olympique de marathon.
En 1956, à 18 ans, elle est sélectionnée aux Jeux olympiques de Melbourne pour être remplaçante sur le 4 x 100m féminin. Le sport féminin n'en est qu'à ses débuts et la délégation française compte seulement 5 filles en athlétisme.
Elle est également sélectionnée au 200 m course après avoir effectué la meilleure performance junior. 
De 1956 à 1960, Simone Henry fait partie de l'équipe de France. 
En 1959, elle concourt pour les premières Universiades (compétition internationale universitaire multisports ) à Turin.  
Elle obtient en 1959 le record de France du 200 mètres : 24' 7 et le record de France junior du 150 mètres :18'  5 
En 1960, elle obtient son CAP d'institutrice et enseigne 14 ans au collège Blaise Pascal de Saint-Flour, détachée de la Jeunesse et des Sports comme professeur d'EPS faisant fonction. 
Le préfet d'Aurillac lui remet la médaille d'or, d'argent et de bronze de la Jeunesse et des Sports en hommage à sa carrière de sportive des Jeux Olympiques. 
Elle met fin à sa carrière en 1960 pour se marier et se consacrer à sa famille, alors qu'elle est sélectionnée pour les Jeux Olympiques de Rome.  